# Tamboekanmeer
Het Tamboekanmeer (Russisch: озеро Тамбукан; ozero Tamboekan) is een zoutmeer in de Noordelijke Kaukasus, gelegen op de grens van de Russische kraj Stavropol (± 33% van het wateroppervlak) en de autonome republiek Karatsjaj-Tsjerkessië (± 66%), op ongeveer 9 kilometer ten zuidoosten van de stad Pjatigorsk, aan de R-217. De diepte varieert tussen 1,5 en 3,1 meter.
De bodem is bedekt met een dikke laag silt, die sinds 1886 wordt gebruikt voor medische modderbaden in Jessentoeki en andere kuuroorden in de regio van de Kaukasische Minerale Wateren. Onder andere Fjodor Sjaljapin, Leon Tolstoj en Anton Tsjechov bezochten deze baden. Het silt wordt ook geëxporteerd.
Het meer wordt reeds in 1395 genoemd toen Timoer Lenk er een bad nam. In 1709 versloeg de Kabardijnse prins Moerzabek Tambiev nabij het meer een Krim-Tataars leger. Hier komt ook de naam van het meer vandaan: Tamboekan is afkomstig van het Turkse woord Tamboe k’an en betekent "het bloed van Tambiev" of "Tambiev's asiel". In 1717 stuurde de Russische tsaar Peter de Grote zijn natuurkundige Gottlieb Schober op expeditie naar het meer om er medicinaal water en modder te halen. In 1773 werd het meer voor het eerst wetenschappelijk beschreven door Johann Anton Güldenstädt.